# فرمان چارچوب قانونی، ۱۹۷۰
فرمان چارچوب حقوقی، ۱۹۷۰ (به اختصار: LFO) یک فرمان ریاست جمهوری بود که توسط ژنرال محمد یحیی خان، رئیس‌جمهور وقت پاکستان صادر شد و اصول سیاسی و قوانین حاکم بر انتخابات عمومی سال ۱۹۷۰ پاکستان که اولین انتخابات مستقیم در تاریخ پاکستان بود را وضع کرد. این فرمان طرح «یک واحدی» ایالت پاکستان غربی را منحل و چهار ایالت پنجاب، سند، بلوچستان و ایالت مرزی شمال غربی (خیبر پختونخوا کنونی) را دوباره تأسیس کرد.

## بنیاد و پیشنهادها
ژنرال یحیی خان با هدف بازگرداندن نظم و قانون در پاکستان در روزهای پایانی ریاست جمهوری رو به زوال محمد ایوب خان امور کشور را به دست گرفت. او قول داد انتخابات عمومی مستقیمی برگزار کند و کشور را به دموکراسی انتقال دهد که منجر به ظهور دو حزب مردم پاکستان و عوامی لیگ در پاکستان غربی و شرقی شد. با این حال، یحیی خان باید تصمیم می‌گرفت که چگونه بین دو جناح کشور یعنی پاکستان شرقی و پاکستان غربی نمایندگی کند. اگرچه پاکستان شرقی (بنگال شرقی سابق) با مردم عمدتاً بنگالی از نظر جغرافیایی کوچکتر و جدا از پاکستان غربی بود، اما بیشتر جمعیت کشور را تشکیل می‌داد. اتهامات تبعیض قومی و عدم نمایندگی باعث درگیری بین دو جناح پاکستان شده بود. اتحادیه عوامی بنگلادش، بزرگ‌ترین حزب سیاسی در شرق پاکستان، از ناسیونالیسم بنگالی حمایت می‌کرد و به دنبال خودمختاری بیشتر برای ایالت بود که پاکستانی‌های غربی آن را امر تجزیه طلبانه به حساب می‌آوردند.
یحیی در ۳۰ مارس ۱۹۷۰ فرمان چارچوب قانونی را با هدف تضمین قانون اساسی آینده وضع کرد.

## مفاد
فرمان چارچوپ انتخابات ۱۹۷۰، قوانین برگزاری انتخابات مستقیم برای مجلس قانونگذاری تک مجلسی و مجلس ملی پاکستان را مقرر کرد که در پی آن اعلام کرد در مجموع ۳۱۳ کرسی نمایندگی باید تشکیل شود. با خروج از قانون اساسی ۱۹۵۶ پاکستان، که برابری بین دو جناح را تعیین می‌کرد، LFO نمایندگی نسبی ایجاد کرد و به پاکستان شرقی پرجمعیت تر ۱۶۹ کرسی و به پاکستان غربی ۱۴۴ کرسی داد. LFO تصریح کرد که مجلس ملی باید ظرف ۱۲۰ روز پس از تشکیل یک قانون اساسی جدید برای ایالات پاکستان ایجاد کند، اما حق تصویب قانون اساسی را برای رئیس‌جمهور محفوظ می‌دارد و این روند را خودش در دست می‌گیرد. LFO همچنین «طرح یک واحد» را که چهار ایالت جناح غربی را برای تشکیل پاکستان غربی ترکیب کرده بود، منحل کرد.
1. ایدئولوژی اسلامی دولت و محفوظ بودن نقش رئیس دولت منحصراً برای مسلمانان.
2. انتخابات آزاد و منظم، اعم از ایالتی و فدرال، بر اساس جمعیت ایالتی و حق رای عمومی.
3. استقلال قضایی و حقوق بشر برای شهروندان.
4. تضمین حداکثر خودمختاری برای ایالت‌ها در عین حفاظت از حاکمیت ارضی کشور و ارائه اختیارات کافی به دولت فدرال برای عملکرد داخلی و خارجی.
5. مشارکت ملی برای همه شهروندان با رفع همه نابرابری‌های منطقه ای و ایالتی.

LFO درخواست دیرینه بنگالی‌ها را با پذیرش نمایندگی تناسبی برآورده کرد که باعث ناراحتی بسیاری از پاکستانی‌های غربی شد و در برابر تصور دولت تحت رهبری پاکستان شرقی مقاومت کردند. یحیی خان گزارش‌های سازمان‌های اطلاعاتی در مورد افزایش نفوذ هند در پاکستان شرقی و اینکه مجیب قصد داشت LFO را پس از انتخابات از بین ببرد کند، نادیده گرفت.
برخلاف نظر یحیی خان مبنی بر اینکه لیگ عوامی بنگلادش در انتخابات جناح شرقی پیروز نخواهد شد. لیگ عوامی به جز دو کرسی از پاکستان شرقی، اکثریت را در مجلس ملی به دست آورد و در نتیجه به حمایت هیچ پاکستانی غربی نیازی نداشت. حزب مردم پاکستان ذوالفقار علی بوتو به عنوان بزرگ‌ترین حزب سیاسی در پاکستان غربی اعلام کرد که مجلس جدید را تحریم می‌کند و باعث شد به شدت تنش‌ها تشدید شود. پس از شکست مذاکرات، ژنرال یحیی تشکیل مجلس مقننه را به تعویق انداخت؛ تصمیمی که شورش آشکار در پاکستان شرقی را برانگیخت و در نتیجه به جنگ آزادی‌بخش بنگلادش در سال ۱۹۷۱ انجامید.